# Gustav Koenigs
Gustav Hermann Wilhelm August Koenigs (* 21. Dezember 1882 in Düsseldorf; † 15. April 1945 in Potsdam) war ein deutscher Verwaltungsjurist. Von 1931 bis 1940 war er Staatssekretär im Reichsverkehrsministerium. Von den Verschwörern des 20. Juli 1944 wurde er als Reichsverkehrsminister in Erwägung gezogen.

## Ausbildung und frühe Jahre
Koenigs Vater war ebenfalls preußischer Verwaltungsbeamter. Da der Vater später an das preußische Ministerium für Handel und Gewerbe wechselte, wuchs Koenigs in Berlin auf, wo er in Schöneberg die Schule besuchte. Nach dem Studium der Rechtswissenschaften in Freiburg im Breisgau, Bonn und Berlin schlug Koenigs dem väterlichen Vorbild folgend ebenfalls die Laufbahn eines preußischen Verwaltungsbeamten ein. Nach seinem Referendariat war er ab 1909 auf verschiedenen Posten im Kreis Blumenthal, seiner Geburtsstadt Düsseldorf sowie in Nauen tätig. 1920 wechselte er als Ministerialrat in die Abteilung für Wasserstraßen beim preußischen Ministerium der öffentlichen Arbeiten. Mit dem Wechsel der Zuständigkeit für die Wasserstraßen ging Koenigs bald darauf zum Reichsverkehrsministerium (RVM), wo er am 1. April 1921 zum Ministerialdirigenten befördert und zum Leiter der Abteilung für Binnen- und Seeschifffahrt ernannt wurde.

## Staatssekretär im RVM
Am 30. Dezember 1931 wurde er Staatssekretär im zu dieser Zeit von Theodor von Guérard geleiteten Verkehrsministerium. Auch unter Guérards Nachfolgern Gottfried Treviranus und Paul von Eltz-Rübenach behielt er diese Position. Da die Deutsche Reichsbahn-Gesellschaft entsprechend den Regelungen des Dawes-Plans eine eigenständige Gesellschaft war, war das RVM vor allem für die Bereiche Luftfahrt, Kraftverkehr, Schifffahrt und Wasserbau zuständig, im Eisenbahnbereich beschränkten sich die Zuständigkeiten auf administrative und technische Aufsichtsfunktionen. Zusammen mit Minister Eltz-Rübenach blieb Koenigs auch nach dem 30. Januar 1933 in seinem Amt. Bereits 1933 unterzeichnete Koenigs erste gegen Juden und Sozialdemokraten gerichtete Erlasse. Das RVM verlor in der Folgezeit einen Teil seiner Kompetenzen durch Ausgliederung der Luftfahrt in das neue Reichsluftfahrtministerium von Hermann Göring und des Fernstraßenbaus an Fritz Todt als Generalinspektor für das deutsche Straßenwesen.
Während des sogenannten Röhm-Putschs am 30. Juni 1934 wurde der Abteilungsleiter für Schifffahrt im RVM und Leiter der Katholischen Aktion, Erich Klausener, von einem SS-Kommando an seinem Arbeitsplatz im Ministerium ermordet. Der dadurch erheblich eingeschüchterte Koenigs bat daraufhin bei Eltz-Rübenach um seine Entlassung. Dieser überredete ihn jedoch zum Verbleib im Amt.
Im Januar 1935 wurde Koenigs als Nachfolger von Carl Friedrich von Siemens Präsident des Verwaltungsrats der Deutschen Reichsbahn-Gesellschaft. Am 30. Januar 1937 lehnte Minister Eltz-Rübenach die Verleihung des Goldenen Parteiabzeichens der NSDAP ab und musste daraufhin zurücktreten. Hitler nahm den Wechsel zum Anlass, mit dem Gesetz zur Neuregelung der Verhältnisse der Reichsbank und der Deutschen Reichsbahn die Reichsbahn wieder in die direkte Verwaltung des Reiches zu übernehmen. Die Hauptverwaltung der Reichsbahn wurde Teil des Reichsverkehrsministeriums, neuer Verkehrsminister wurde der Reichsbahn-Generaldirektor Julius Dorpmüller. Als neuer „leitender Staatssekretär“ übernahm der bereits 1931 der NSDAP beigetretene Wilhelm Kleinmann die Leitung der Eisenbahnabteilungen, dem eigentlich dienstälteren Koenigs verblieben als zweitem Staatssekretär die Abteilungen für Schifffahrt, Wasserbau und Kraftverkehr.
Im Februar 1940, nach Beginn des Zweiten Weltkriegs, trat Koenigs als Staatssekretär zurück, angeblich auf Druck der Partei. Seine Stelle wurde nicht erneut besetzt und Staatssekretär Kleinmann übernahm seine Abteilungen. Anschließend wurde er als Treuhänder mit der Verwaltung des Stahlkonzerns ARBED in Luxemburg als Feindvermögen beauftragt, in dieser Funktion kam es bald zu Spannungen mit dem dortigen Gauleiter und Chef der Zivilverwaltung Gustav Simon. Dennoch zog Koenigs 1943 nach Esch-sur-Alzette, nachdem seine Berliner Wohnung ausgebombt worden war.
In Berlin hatte Koenigs lose gesellschaftliche Kontakte zu Vertretern des konservativen Widerstands gegen den Nationalsozialismus, so zu Carl Goerdeler, Ulrich von Hassell und Johannes Popitz. Goerdeler führte Koenigs als möglichen Verkehrsminister oder Staatssekretär auf einer seiner Kabinettslisten, was dieser jedoch ablehnte. Nach dem gescheiterten Attentat vom 20. Juli 1944 wurde Koenigs von der Gestapo verhaftet und bis Weihnachten 1944 im KZ Ravensbrück festgehalten. Kurz nach seiner Freilassung starb Koenigs am 15. April 1945 bei einem Luftangriff in Potsdam.
Nach dem Krieg wurde Koenigs in Würdigung seines Wirkens für die Binnenschifffahrt Namenspatron für eine Binnenschiffsklasse, das Gustav-Koenigs-Schiff.

## Parteimitgliedschaft
Während der Weimarer Republik war Koenigs Mitglied der Deutschen Volkspartei (DVP) unter Gustav Stresemann. Nach 1933 blieb Koenigs zunächst parteilos, trat dann aber zum 30. Januar 1938 in die NSDAP ein (Mitgliedsnummer 5.501.056).

## Familie
Aus der ersten Ehe mit Ingeborg Lange ging ein Sohn, Folkmar Koenigs (1916–2009), hervor, der seinem Vater in die juristische Laufbahn folgte und langjährig eine Professur für Handels- und Kartellrecht an der TU Berlin innehatte. In zweiter Ehe war er verheiratet mit Konstanze von Kaler zu Lanzenheim, die mit Fritz von der Lancken freundschaftlich verbunden war. Gustav Koenigs war ein Neffe des Landrats Max Richard Walther Koenigs, des Bankiers Ernst Friedrich Wilhelm Koenigs sowie des Chemikers Franz Wilhelm Koenigs.